# Juan Friede Alter
Juan Friede Alter (Wlaba, Ucrania, 17 de febrero de 1901 - Bogotá, 18 de junio de 1991) fue un científico, empresario, antropólogo, indigenista e historiador colombo-ucraniano, de origen judío.
Es uno de los pioneros de la llamada "Nueva Historia en Colombia".

## Biografía
Hacia 1918 por problemas con el régimen ruso su familia emigra a Alemania y radicado en Viena realiza estudios de Ciencias Económicas y Sociales en la Escuela Normal de Comercio. Posteriormente perfecciona estudios en el London School of Economics.
Radicado en Londres entró a laborar en la empresa J. Stern & Cia quienes tenían negocios con América Latina, en 1926 fue enviado a Colombia por parte de dicha empresa, pisó los dos puertos principales del país, primero Cartagena y luego Buenaventura, sus impresiones del trópico, un mundo radicalmente diferente al que había vivido en su natal Europa, lo motivaron para radicarse definitivamente.
La primera ciudad donde vivió fue Manizales desde donde se desplazaba regularmente a diferentes lugares del país unas veces por labores con la empresa J. Stern y otras con el puro ánimo exploratorio e investigativo de realidad social, cultural y geográfica del país que lo acogió.
En 1930 logró la nacionalidad colombiana y luego de regresar de arreglar cuestiones personales se radicó en Bogotá y a la par con sus negocios siguió dedicado a lo que más tarde se llamaría el indigenismo, también dedicó tiempo a otras actividades que alimentaron su espíritu el arte, la literatura y el cine documental.
En 1940 fundó lo que sería la primera galería de arte en Bogotá y en 1941 hizo su primer documental sobre la obra del muralista Pedro Nel Gómez, uno de los más importantes al lado de David Alfaro Siqueiros y Diego Rivera, del reconocido movimiento de muralistas latinoamericanos.
Otro documental de importancia fue el que realizó hacia 1942 sobre los hallazgos arqueológicos de San Agustín y su arte monumental, documental que hizo con el objetivo de llamar la atención de las autoridades sobre la importancia de dichos vestigios arqueológicos y por el franco deterioro en que se encontraban además del peligro de que los “guaqueros” y extranjeros “coleccionistas de antigüedades” continuaran su saqueo.
Su interés por San Agustín y sus vestigios fue tal que hacia 1942 decide trasladarse a Isnos y continúa con su labor de protección de los importantes vestigios, llegando a montar su casa muy cerca del mítico “Alto de los ídolos” en el municipio de San José de Isnos, no es exagerado afirmar que gracias a Friede este importante sitio arqueológico hoy se conserva.
Dentro de los importantes amigos y conocidos de Friede se destaca el líder indígena Manuel Quintín Lame. Friede en colaboración con Antonio García, lo contactó y forjaron una amistad tal, que llegó a ser de compadrazgo -vínculo de extrema importancia en Colombia y Latinoamérica-; con el apoyo del Instituto Indigenista -que Friede ayudó a fundar- denunciaron los múltiples atropellos que sufrían las comunidades indígenas del sur del departamento del Tolima.
Junto con su labor de investigación y activismo hizo negocios en San Agustín convirtiéndose en un importante proveedor de carne de vacuno de la región lo que le procuró la estabilidad económica para dedicarse de lleno a su pasión: la historia colombiana, pero no la tradicional de la élite, sino desde el punto de vista de indígenas y campesinos, generalmente olvidados por la historia hecha por y para la élite dominante.
Es en esta labor en donde con otros historiadores e investigadores de la época forman lo que posteriormente se llamaría la Nueva Historia de Colombia (Jaime Jaramillo Uribe, Orlando Fals Borda, Virginia Gutiérrez de Pineda, Luis Duque Gómez, Alicia Dussan, son algunos de los investigadores que forjaron esta nueva forma de ver la historia en Colombia).

## Obra
Entre 1943 y 1981 se le contabiliza la publicación de 228 títulos, abarcando temas como historia, indigenismo, arte, biografías, lingüística y etnografía entre otros. Dentro de sus múltiples publicaciones, artículos y producción intelectual e investigativa se destacan:
-	Recopilaciones documentales (23 volúmenes).
-	Los Andakí, 1538-1947. Historia de la aculturación de una tribu selvática (México, 1953).
-	Los Welser en la conquista de Venezuela (Caracas, I961).
-	Vida y luchas de don Juan del Valle, primer obispo de Popayán y protector de los indios (Popayán, 1961).
-	Los Quimbayas bajo la dominación española (Bogotá, 1963).
-	Problemas sociales de los Arhuacos: tierras, gobierno, misiones (Bogotá, 1963).
-	Descubrimiento y conquista del Nuevo Reino de Granada (Bogotá, 1965).
-	La otra verdad: La independencia americana vista por los españoles (Bogotá, 1971).
-	Los Chibchas bajo la dominación española (Bogotá, 1974).
-	Bartolomé de las Casas (1475-1566), su lucha contra la opresión (Bogotá, 1974).
-   El Adelantado don Gonzalo Jiménez de Quesada (Bogotá, 1979)
-   El indio en lucha por la tierra (Popayán, 2020). Reimpresión. Editorial Universidad del Cauca.
También logró reeditar los escritos de los cronistas fray Pedro de Aguado y fray Pedro Simón. Quizá el trabajo insignia fue el ya clásico “El indio en lucha por la tierra” editado por la Universidad del Cauca en Popayán, que es la historia de los resguardos indígenas del Macizo colombiano y las recuperaciones de sus territorios que estuvieron en manos de terratenientes latifundistas.
Otra labor destacada fue la que de recibir el encargo por parte del Congreso Nacional de Colombia, de seleccionar los documentos del conquistador Hernán Cortés para la Biblioteca del Congreso.
Todos los trabajos de Friede fueron pioneros en su forma y fondo abriendo caminos nuevos en la historia, la antropología, la sociología y la economía colombianas. Se puede decir que fue un pionero en muchos campos y como se dijo arriba también se destaca por su interés por la cultura, y el apoyo y mecenazgo a los artistas contemporáneos y las artes visuales.
“El indio en Lucha por la tierra” es un libro de suma importancia pues se puede decir que fue el primer estudio serio publicado sobre el tema indigenista. Tema que hasta el momento no había sido tomado en cuenta con seriedad y tal vez conscientemente había sido dejado de lado por las élites políticas e intelectuales del país, para invisibilizar a los descendientes de los habitantes tradicionales del territorio que hoy se conoce como Colombia. Una reedición del libro se publicó por la Editorial Universidad del Cauca  de Popayán en 2010.
Juan Friede vivió en Isnos hasta finales del año 1945. En esa población existe un museo que rememora su obra. Se trasladó a Bogotá, vivió en Bogotá hasta 1947, pero por lo difícil de la tarea en Bogotá para continuar consultando fuentes documentales originales decide trasladarse a España a finales de ese año para poder consultar el “Archivo de Indias” con sede en Sevilla. Debido a sus investigaciones inició una etapa de viajes entre Colombia y Europa que continuaron más o menos hasta la década de 1970. También para esta época y para consolidarse como investigador visitó por largas temporadas los Estados Unidos.
Durante estos años fue profesor e investigador de las universidades Nacional de Colombia, Libre de Bogotá y las de Indiana y Texas en Estados Unidos. Como parte de sus labores académicas e investigativas pasó a ser miembro de: La Academia Colombiana de Historia, Sociedad de Americanistas de París, Instituto Gonzalo Fernández de Oviedo de Madrid y de La Real Academia de la Historia de Madrid.
En resumen Juan Friede fue un colombiano, aunque no de nacimiento, que le aportó mucho a su país y su historia.